# نور حيدر
نور حيدر سعيد رائدة في تعليم الفتيات في اليمن، وهي من أوائل التروبيات في الجزيرة العربية. ولدت عام 1911. عاشت في منطقة الشيخ عثمان. كان والدها فقيهاً يدرّس الأولاد في الكتاتيب (المعلامة)، وعلى يديه تلقت نور وشقيقتها تعليمهما بين عامي 1917-1922.
بمساعدة شقيقتها لول حيدر، أسست نور حيدر «معلَامَة» (مكان للتعليم الإسلامي) للبنات في منزلها: تعلّمت البنات فيها القرآن ومبادئ اللغة العربية الأساسية. عام 1934، حوّل الإنجليز المَعلامة إلى مدرسة ابتدائية، تولّت نور حيدر إدارتها. تقاعدت عام 1968 وتوفيت في 28 آب (أغسطس) عام 2001م.
كرّمتها الملكة إليزابيث الثانية ملكة بريطانيا أثناء زيارتها لعدن أثناء فترة الاستعمار البريطاني لها بأرفع وسام بريطاني وهو وسام جورج السادس عشر والعضوية الشرفية في مجلس العموم البريطاني[بحاجة لمصدر].